# 6989 Hoshinosato
6989 Hoshinosato eller 1994 XH1 är en asteroid i huvudbältet som upptäcktes den 6 december 1994 av den japanska astronomen Takao Kobayashi vid Ōizumi-observatoriet. Den är uppkallad efter Chichibu Hoshi-no-sato.
Asteroiden har en diameter på ungefär 10 kilometer och den tillhör asteroidgruppen Eos.